# Piton de Bébour
Pour les articles homonymes, voir Piton (homonymie).
Le piton de Bébour, ou piton Rond, est un sommet de montagne de l'île de La Réunion, un département d'outre-mer français dans l'océan Indien. Il est situé dans les Hauts de l'Est, sur le territoire communal de Saint-Benoît où il culmine à 1 473 mètres d'altitude au sein de la forêt départemento-domaniale de Bébour. Sa formation remonte aux dernières éruptions du piton des Neiges qui comblèrent l'ancien cirque des Marsouins pour donner naissance au plateau de Bébour. Un sentier de 2,4 km de longueur en fait le tour complet.